# Campeonato Brasileiro de Ciclismo de Estrada de 2012
O Campeonato Brasileiro de Ciclismo de Estrada de 2012 foi a 12ª edição do Campeonato Brasileiro de Ciclismo de Estrada. Foi realizado em Rio das Ostras, no Rio de Janeiro, no dia 24 de junho, em um circuito de 19,5 km, percorrido 9 vezes pelos ciclistas da elite masculina e 3 vezes na prova feminina. O vencedor da categoria masculina foi Otávio Bulgarelli. Já no feminino, a atleta Luciene Ferreira, que já havia vencido a prova do contra-relógio no dia anterior, foi a vencedora.

## Resultados

### Masculino
144 atletas das principais equipes nacionais largaram a prova que conheceria o campeão brasileiro da elite masculina de 2012. Durante os 175 quilômetros do percurso, várias tentivas de fuga foram realizadas, mas todas foram neutralizadas pelo pelotão principal. Assim, a definição da prova foi para os momentos finais, e, com 5 quilômetros de prova restantes, Otávio Bulgarelli (Funvic - Pindamonhangaba) atacou sozinho e abriu uma vantagem suficiente para vencer escapado, 6 segundos à frente dos demais, com o tempo de 4h 12' 33". Rafael Andriato, que compete na europa pela equipe italiana Farnese Vini - Selle Italia, foi o mais rápido no sprint e garantiu o 2º lugar, enquanto Fabiele Mota, da FW Engenharia - Três Rios, ficou com a 3ª colocação. O resultado colocou o ciclista da FW Engenharia na liderança do ranking brasileiro.
Os ciclistas da categoria sub-23 largaram e competiram junto com a elite masculina, na mesma quilometragem. A vitória ficou com Joel Candido Junior, da equipe São Caetano do Sul - VZAN, seguido por Emerson Santos e Andre Almeida, 2º e 3º colocados, respectivamente. 82 ciclistas completaram a prova na categoria elite, e 23, na categoria sub-23.
|    | Ciclista                  | Equipe                               | Tempo      |
| -- | ------------------------- | ------------------------------------ | ---------- |
| 1  | Otávio Bulgarelli         | Funvic - Pindamonhangaba             | 4h 12' 33" |
| 2  | Rafael Andriato           | Farnese Vini - Selle Italia          | + 6"       |
| 3  | Fabiele Mota              | FW Engenharia - Três Rios            | m.t.       |
| 4  | Raphael Serpa             | São Lucas Saúde - Americana          | m.t.       |
| 5  | Michel Fernandes da Silva | Clube Maringaense de Ciclismo        | m.t.       |
| 6  | Daniel Soeiro             | Suzano - DSW Automotive              | m.t.       |
| 7  | Ricardo Queiroz Ortiz     | São Francisco Saúde - Ribeirão Preto | m.t.       |
| 8  | Joel Candido Junior       | São Caetano do Sul - VZAN            | m.t.       |
| 9  | Emerson Santos            | FW Engenharia - Três Rios            | m.t.       |
| 10 | Andre Almeida             | Suzano - DSW Automotive              | m.t.       |

### Sub-23 Masculino
|   | Ciclista            | Equipe                               | Tempo      |
| - | ------------------- | ------------------------------------ | ---------- |
| 1 | Joel Candido Junior | São Caetano do Sul - VZAN            | 4h 12' 42" |
| 2 | Emerson Santos      | FW Engenharia - Três Rios            | m.t.       |
| 3 | Andre Almeida       | Suzano - DSW Automotive              | m.t.       |
| 4 | Renan Soares        | Alto Giro - Campo Grande             | m.t.       |
| 5 | Eriken Luis Pasuc   | GRCE Memorial - Prefeitura de Santos | m.t.       |

### Feminino
A competição feminina percorreu 58 quilômetros em 3 voltas no circuito. Durante a prova, existiram várias tentativas de fuga, mas todas foram neutralizadas com a equipe Funvic - Pindamonhangaba no comando do pelotão. A prova veio para o sprint onde Luciene Ferreira foi a mais rápida. Ela já havia ganhado a prova do contra-relógio no dia anterior. Em 2º lugar, chegou Camila Ferreira, seguida por Flávia Oliveira na 3ª colocação.
|    | Ciclista            | Equipe                               | Tempo      |
| -- | ------------------- | ------------------------------------ | ---------- |
| 1  | Luciene Ferreira    | Funvic - Pindamonhangaba             | 1h 49' 53" |
| 2  | Camila Ferreira     | Caloi - Velo Brasil                  | m.t.       |
| 3  | Flávia Oliveira     | Colavita Forno d'Asolouci            | m.t.       |
| 4  | Ana Paula Polegatch | São Caetano do Sul - VZAN            | m.t.       |
| 5  | Marcia Fernandes    | São José dos Campos - Kuota          | m.t.       |
| 6  | Uênia Fernandes     | Colavita Forno d'Asolouci            | m.t.       |
| 7  | Danilas Ferreira    | Iracemapólis - Centro de Excelência  | m.t.       |
| 8  | Gimena Stocco       | São Francisco Saúde - Ribeirão Preto | m.t.       |
| 9  | Maira Nogueira      | Velo - Seme Rio Claro                | m.t.       |
| 10 | Karen Stroparo      | Suzano - DSW Automotive              | m.t.       |